# Edo Kovačević
Edo Kovačević (Gospić, 16. studenog 1906. – Zagreb, 15. ožujka 1993.), hrvatski akademski slikar.
Potomak je kneza vinjeračkog Dujma Kovačevića, koji je s rodonačelnikom uglednog plemićkog roda Rukavina Vidovgradskih Jerkom Rukavinom poveo 1683. u seobu Hrvate u Bag, a 1686. u Liku. Kovačević se smjestio u Smiljan, a Edo Kovačević potječe od te obitelji.

## Životopis
Diplomirao je na Akademiji u Zagrebu.
Bio je član skupine "Zemlja" i u tom razdoblju u njegovim djelima kulminira modri ton. Radio je pastele i tapiserije, a izveo je niz kazališnih scenografija i radio brojne postave muzeja i galerija.
Godine 1986. postao je redoviti član JAZU-a, odnosno HAZU-a.